# Футбольний матч
Футбо́льний матч — це гра між двома футбольними командами, відповідно до визначених правил гри.

## Офіційні матчі
Офіційні матчі проводяться під егідою вповноваженої організації регіону, або під егідою ФІФА. Всі офіційні матчі проводяться в рамках чинних правил.

Матч Динамо (Київ) — Металіст (Харків) 28 березня 2010 року

## Товариські матчі
Матчі, що можуть проводитися під егідою вповноважених організацій регіонального характеру або ФІФА (граються за правилами), а також за домовленістю між двома командами чи іншими зацікавленими особами.

## Прощальні матчі
Можуть проводитися за різними правилами та регламентом. Ціллю такого матчу як правило є прощання гравця з кар'єрою футболіста. Такі матчі мають символічний характер, і результат не має важливого значення. Причому часто головна особа матчу протягом однієї й тієї ж гри може зіграти за обидві команди.
Термін «прощальний матч» може також застосовуватись і щодо футболістів чи тренерів в офіційних іграх, коли вони проводять останній поєдинок у складі команди.

## Благодійні матчі
Матчі в яких часто беруть участь зірки світового футболу, естради, політики, або також матчі між окремими футбольними клубами, які проводяться в благодійних цілях. Кошти, що зібрані під час таких матчів йдуть на пожертвування.

## Найрезультативніші матчі
У цьому списку представлено 7 найрезультативніших перемог у історії футболу.
| № | Назва команд                    | Рахунок | Дата матчу | Ліга                  |
| - | ------------------------------- | ------- | ---------- | --------------------- |
| 1 | Адема — Стад Олімпік Л'Емірн    | 149-0   | 2002       | Чемпіонат Мадагаскару |
| 2 | Арбоат — Бон Акорд              | 36-0    | 1885       | Кубок Шотландії       |
| 3 | Данді Харп — Абердін Роверс     | 35-0    | 1885       | Чемпіонат Шотландії   |
| 4 | Австралія — Американське Самоа  | 31-0    | 2002       | Відбір на ЧС-2002     |
| 5 | Таїті — Острови Кука            | 30-0    | 1971       | Тихоокеанські ігри    |
| 6 | Вільярреал — Навата             | 27-0    | 2009       | Товариський матч      |
| 7 | Престон Норт Енд — Гайд Юнайтед | 26-0    | 1887       | Кубок Англії          |